# Caminho da Escola

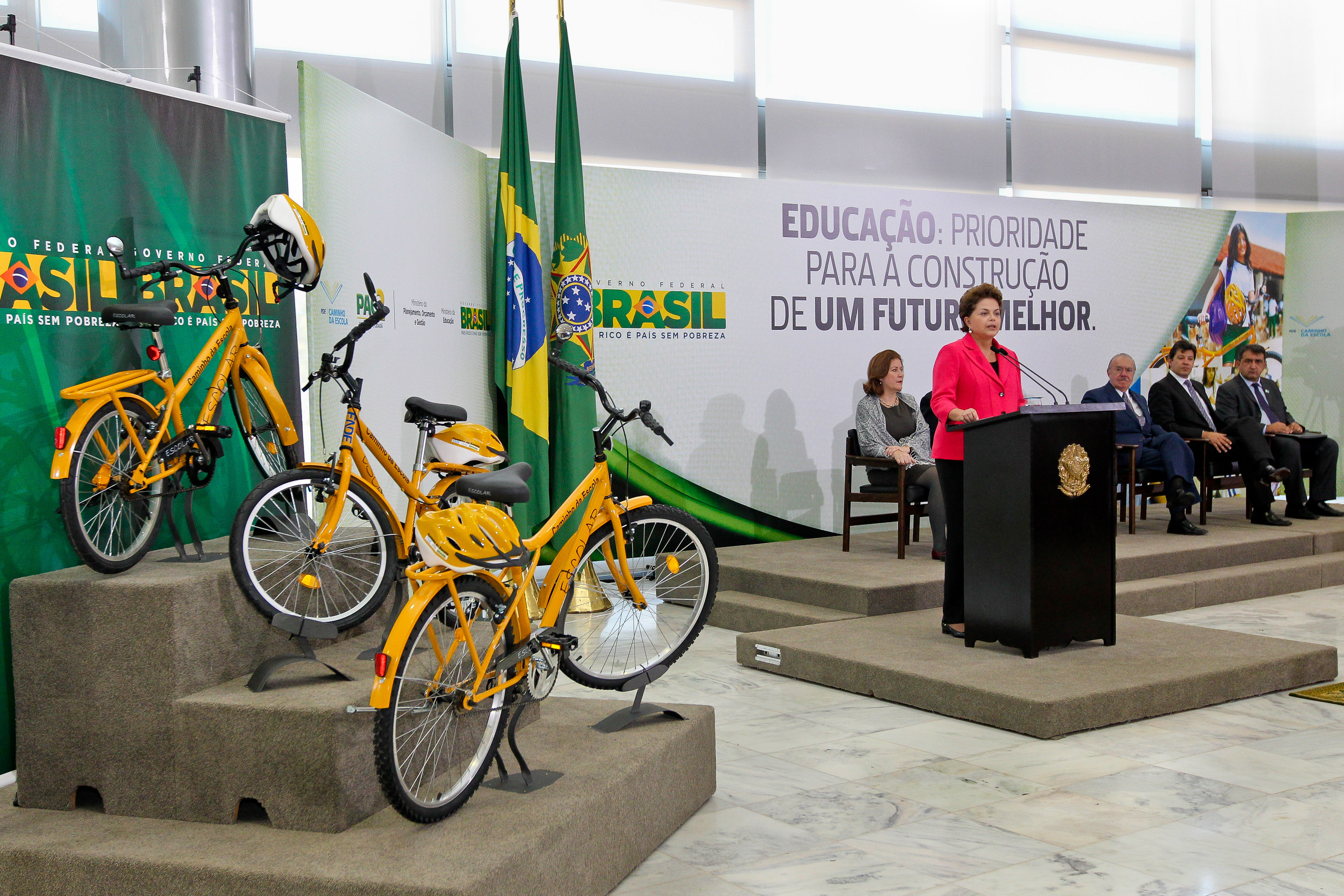
Entrega de bicicletas do programa em 2011

O Caminho da Escola é uma das ações do Plano de Desenvolvimento da Educação (PDE) do Governo Federal do Brasil. O programa apoia a compra de veículos para o transporte escolar de alunos da educação básica que residem na zona rural, visando renovar a frota, dar segurança ao transporte de estudantes e reduzir os índices de evasão escolar nessas comunidades. Criado pela Resolução nº 3, de 28 de março de 2007, o responsável pela sua operação é o Fundo Nacional de Desenvolvimento da Educação (FNDE), uma autarquia vinculada ao Ministério da Educação.
Uma das inovações do programa foi colocar à disposição uma linha de financiamento do Banco Nacional de Desenvolvimento Econômico e Social (BNDES) para que governadores e prefeitos possam adquirir ônibus e micro-ônibus zero quilômetro ou embarcações fluviais. Os ônibus são padronizados, adequados ao tráfego em vias rurais, certificados pelo Instituto Nacional de Metrologia, Normalização e Qualidade Industrial (Inmetro) e com ciclo de renovação da frota estimado em dez anos.
Para acessar a linha de financiamento, os estados e municípios precisam aderir ao programa e participar do pregão nacional. O empréstimo pode ser pago em até seis anos, com carência de seis meses e 4% de taxas de juros/ano.

## Funcionamento

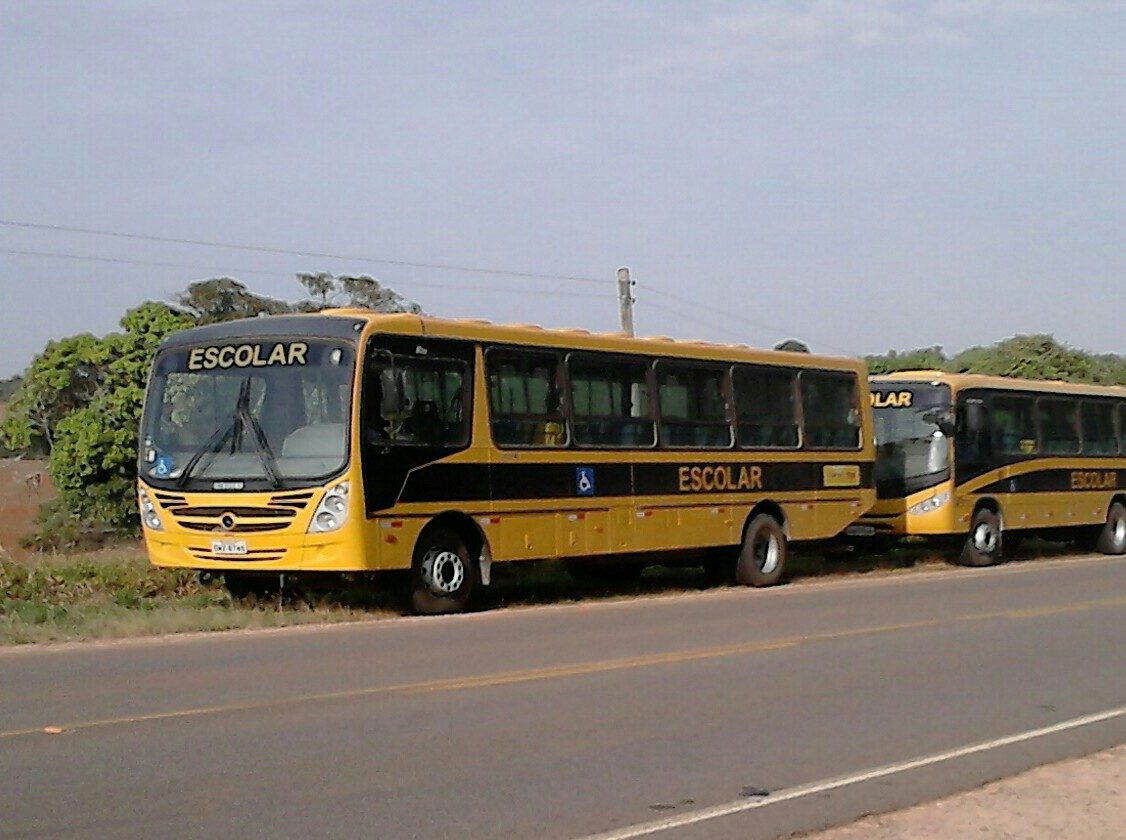
Ônibus escolar do programa em Minas Gerais

O programa demonstra uma preocupação em se adequar à geografia do Brasil, com a utilização de uma variedade de formas de transporte, como bicicletas e balsas, além dos tradicionais ônibus escolares.
Até 2012, 78% dos 5 546 municípios brasileiros já haviam recebido recursos para compra de ônibus escolar pelo programa. Em 2014, a rede pública de ensino do Distrito Federal recebeu 106 ônibus e micro-ônibus escolares equipados com cinto de segurança, adaptação para pessoas com deficiência, padronização nas cores amarela e preta, e são mais altos e têm tração nas quatro rodas para possibilitar trajetos na zona rural.
O programa Caminho da Escola – Bicicleta Escolar foi lançado em 2011 pelo Ministro da Educação Fernando Haddad e pelo governador do Distrito Federal. O programa conta com distribuição de bicicletas para estudantes maiores de 14 anos. As bicicletas, na cor amarela, vêm acompanhadas de capacete, bomba de bicicleta, chaves para manutenção e refletores de segurança, e beneficiam estudantes que não têm condição de ir para a escola de carro ou de ônibus. Os estudantes passam por um curso de formação sobre o uso da bicicleta no trânsito. A previsão era de entregar até 18 mil bicicletas no Distrito Federal até o fim de 2014.